# Ferrovia Astara-Rasht-Qazvin
La ferrovia Astara-Rasht-Qazvin è un corridoio di trasporto che collega le ferrovie esistenti di Russia, Azerbaigian e Iran. Il progetto è realizzato nell'ambito del corridoio di trasporto internazionale nord-sud. Lo scopo del progetto è integrare le rotte di trasporto e informazioni di Russia, Azerbaigian, Iran e India.

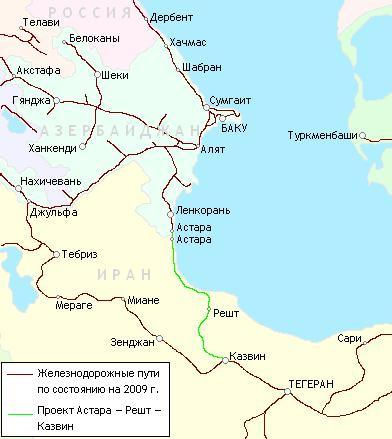
Mappa della ferrovia Astara-Rasht-Qazvin

## Storia
L'accordo sulla costruzione della tratta è stato firmato da tre parti (Iran, Azerbaigian e Russia) nel 2005. La sezione più impegnativa dal punto di vista ingegneristico è stata la costruzione della ferrovia tra Rasht e Ghazvin, iniziata nel 2009 e che ha richiesto quasi un decennio per essere completata. Tale sezione della linea è stata aperta nel novembre 2018.
Il 22 novembre 2018, un treno di prova ha viaggiato per la prima volta su quel tratto di 164 km della linea la cui cerimonia di apertura formale si è tenuta il 6 marzo 2019 con il presidente iraniano Hassan Rouhani, il ministro dell'economia azero Shahin Mustafayev e funzionari del Pakistan e dell'Iraq in presenza. La linea ha compreso circa 53 tunnel con una lunghezza complessiva di oltre 22 km.
Il ponte e il breve tratto di binario tra l'Astara iraniana e azera è stato completato nel marzo 2017. Il primo arrivo di un treno proveniente dalla Russia all'Astara iraniana è stato documentato l'8 febbraio 2018. Immediatamente dopo l'entrata in esercizio della tratta Astara (Azerbaigian) - Astara (Iran) nel 2018, la tratta iraniana della ferrovia insieme alla stazione di Astara e al terminal merci di nuova costruzione è stata affittata all'Azerbaigian per un periodo di 25 anni. Durante 11 mesi, su questa ferrovia sono state trasportate oltre 270.000 tonnellate di merci.
Dall'inizio del 2019, la costruzione della tratta Rasht-Astara è rimasta in una "fase di studio e revisione" ma con l'approvazione concessa in Iran a gennaio e di circa la metà del costo stimato ($ 1,1 miliardi) garantito da un prestito preferenziale di $ 500 milioni dall'Azerbaigian. Alcuni resoconti della stampa affermano che la posa dei binari dovrebbe essere completata entro il 2021.